# Байтерек (Жамбылский район)
Байтере́к (до 2000 года — Октя́брь, ранее — Октя́брьское, каз. Бәйтерек) — аул в Жамбылском районе Жамбылской области Казахстана, входит в состав Каратобинского сельского округа. 

## География
Аул расположен в южной части Жамбылского района, на правом берегу реки Аса, в 21 километрах к югу от районного центра села Аса, в 5 километрах к юго-западу от административного центра сельского округа села Бектобе. Ближайшая железнодорожная станция Чолдала — расположена 6 километрах к югу от села (по дороге — 9,2 км). Соседние населённые пункты: Айша Биби в 800 метрах к западу, Кызылшарык в 3 километрах к северу, Бектобе в 4 километрах к северо-востоку. Транспортное сообщение осуществляется по автодороге «Тараз — Шымкент». Высота центра населённого пункта — 685 метров над уровнем моря.

## Население
| Численность населения | Численность населения | Численность населения |
| 1989                  | 1999                  | 2009                  |
| --------------------- | --------------------- | --------------------- |
| 499                   | ↘347                  | ↗962                  |